# Урсберг
Урсберг (нем. Ursberg) — община в Германии, в земле Бавария. 
Подчиняется административному округу Швабия. Входит в состав района Гюнцбург.  Население составляет 3346 человек (на 31 декабря 2010 года). Занимает площадь 25,42 км².